# Ronny Velásquez
Ronny Velásquez (* 31. August 1951) ist ein venezolanischer Anthropologe, Forscher und Herausgeber.
Er promovierte in Sozialwissenschaften an der Universidad Central de Venezuela. Er arbeitet als Professor und Forscher ebendort und ist Leiter des Departamento de Promoción Cultural de la Escuela de Artes, Facultad de Humanidades y Educación (= Abteilung für Kulturförderung an der Fakultät Humanwissenschaft und Bildung der Kunstakademie).
Er ist auch Präsident der Fundación Internacional de Etnomusicología y Folklore (FUNIDEF) (= Internationale Stiftung für Musikethnologie und Folklore).

## Schriften
- 1977 – Titán, Cantor Popular del Zulia
- 1979 – Miskitos, (Honduras 1979)
- 1979 – Guaymi, (Panamá 1979)
- 1987 – Mito, chamanismo y religión en cuatro naciones étnicas de América Aborigen
- 1987 – Bolívar en el culto a María Lionza
- 1989 – Literatura Oral Kuna
- 1989 – Indigenous ideas of the Sacred with special reference to Kuna and Piaroa Simbolism
- 1990 – El folklore, la tradición y la Cultura Popular, categorías flexibles para la Interpretación de la obra del hombre
- 1991 – Cosmovisión Aborigen
- 1992 – Música y danza Precolombina
- 1992 – Las culturas étnicas precolombinas
- 1992 – Los Mayas. La gran civilización
- 1993 – Los Kammu Purwi, Flautas de Pan de los aborígenes Kunas de Panamá
- 1993 – Mitos de Creación de la Cuenca del Orinoco
- 1995 – Mitos y Leyendas. Venezuela para Jóvenes. Literatura, Teatro, Mitos y Leyendas
- 1997 – Cultura y Pueblos Indígenas. Dossier en Venezuela Cultural: Los instrumentos, el canto y la acción chamánica.
- 1997 – Visión Americanista de la Artesanía (Co-Autor)
- 1997 – Shamanismo Sudamericano (Co-Autor)
- 1998 – Indígenas de Venezuela
- 1998 – Canto Chamánico
- 1998 – Música y Danza Precolombina (Ausgewählte Artikel)
- 2000 – 500 Años de Colón en Venezuela y las imágenes Simbólicas del Indio venezolano desde la época de la Conquista
- 2000 – Venezuela Indígena y la Constitución Bolivariana
- 2000 – Espíritus aliados, microbios cosmogónicos y cura chamánica
- 2002 – Aspectos teóricos del pensamiento complejo en el universo musical aborigen
- 2002 – Los Pueblos amerindios y la pérdida del Esequibo, territorio netamente venezolano
- 2004 – Cultura local, identidad Nacional y Pensamiento complejo en la creación intelectual de los pueblos aborígenes de América
- 2004 – Estética Aborigen
- 2004 – Cosmovisión y Etnografía bajo una comprensión holística (Band 3: La poesía y literatura popular)
- 2005 – La poesía en las culturas indígena y africana y su trascendencia. Comisión de Estudios Interdisciplinarios